# Grochów (Warszawa)

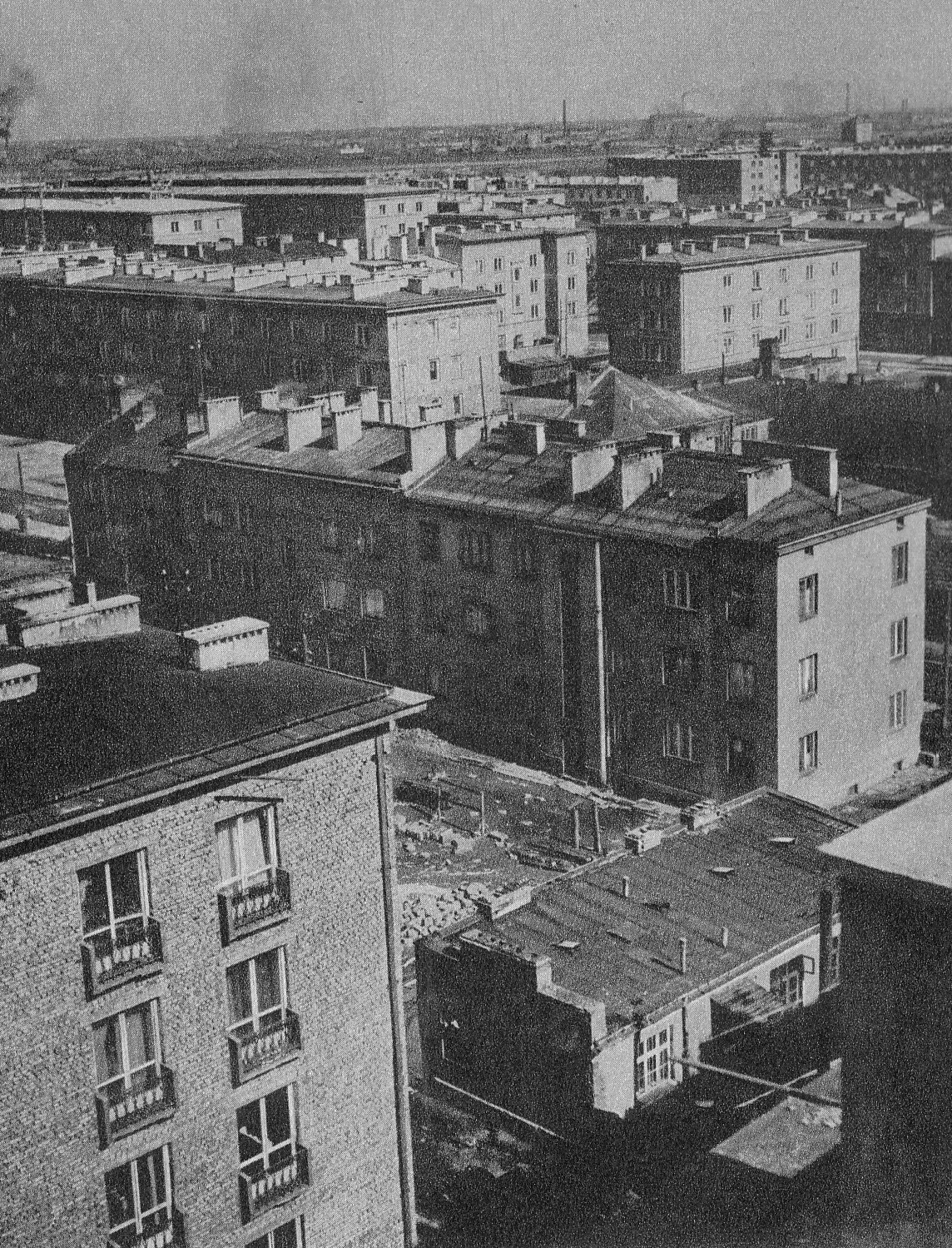
Budowa osiedla Grochów, lata 50. XX wieku

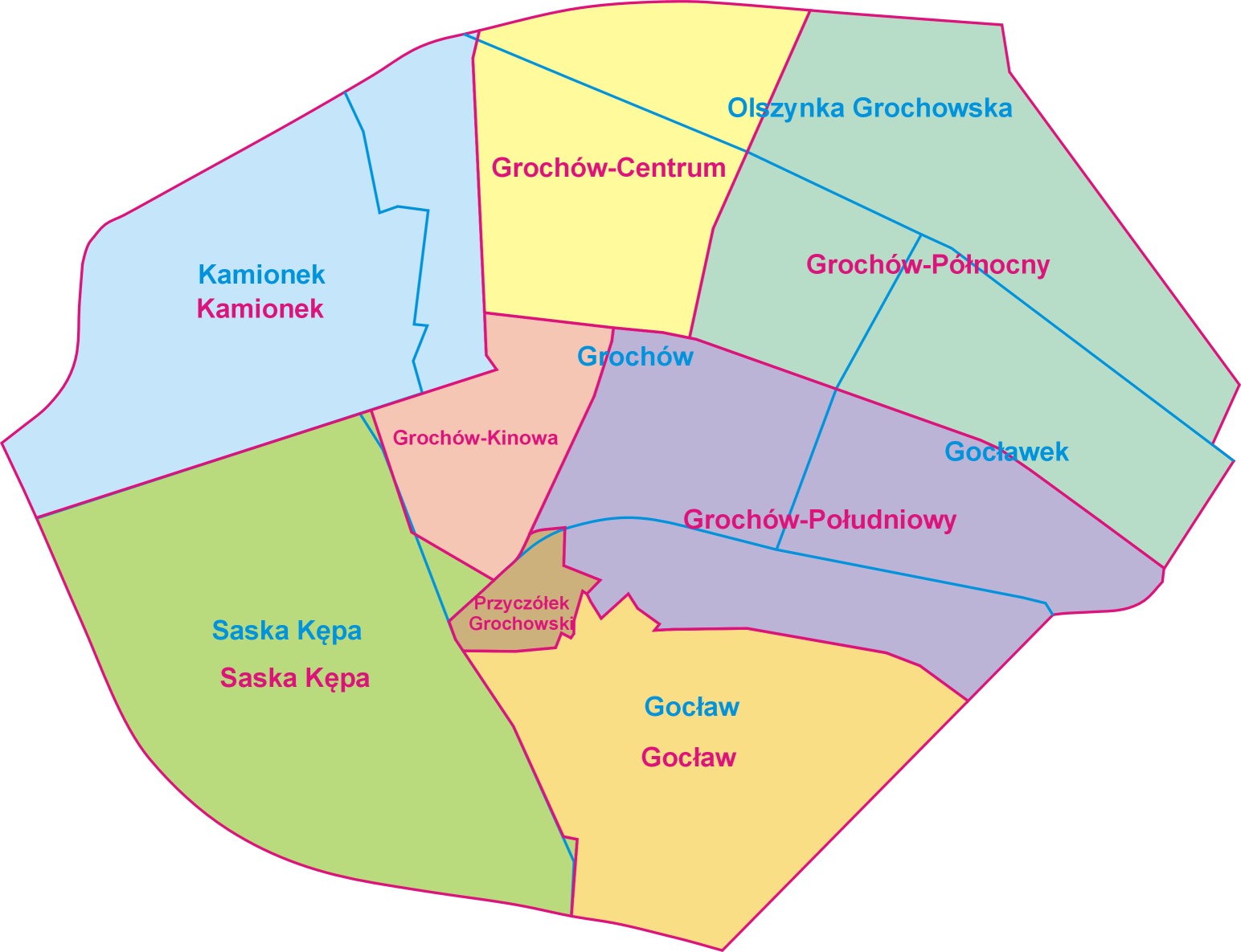
Grochów w podziale Pragi Południe

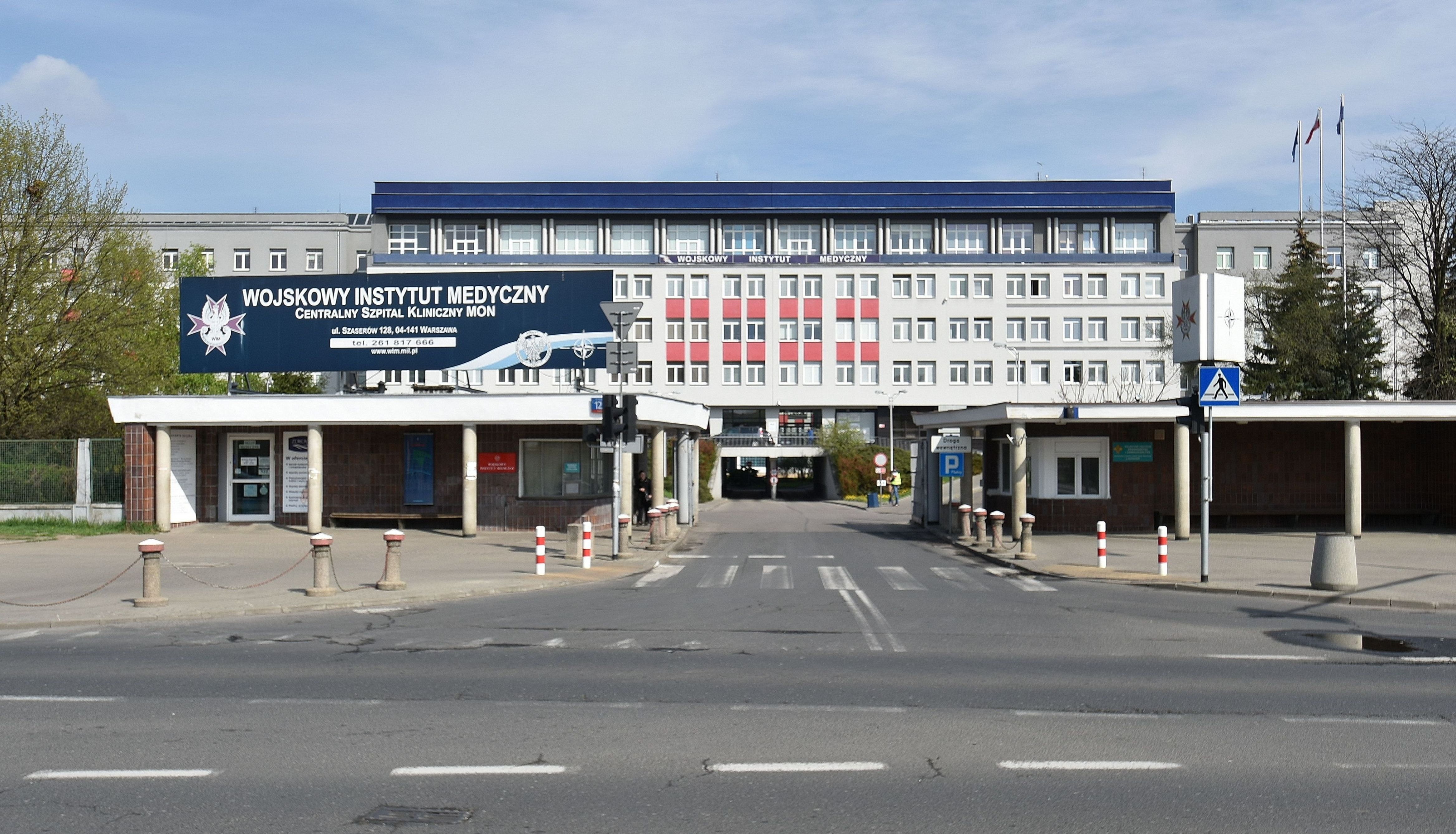
Wojskowy Instytut Medyczny przy ul. Szaserów 128

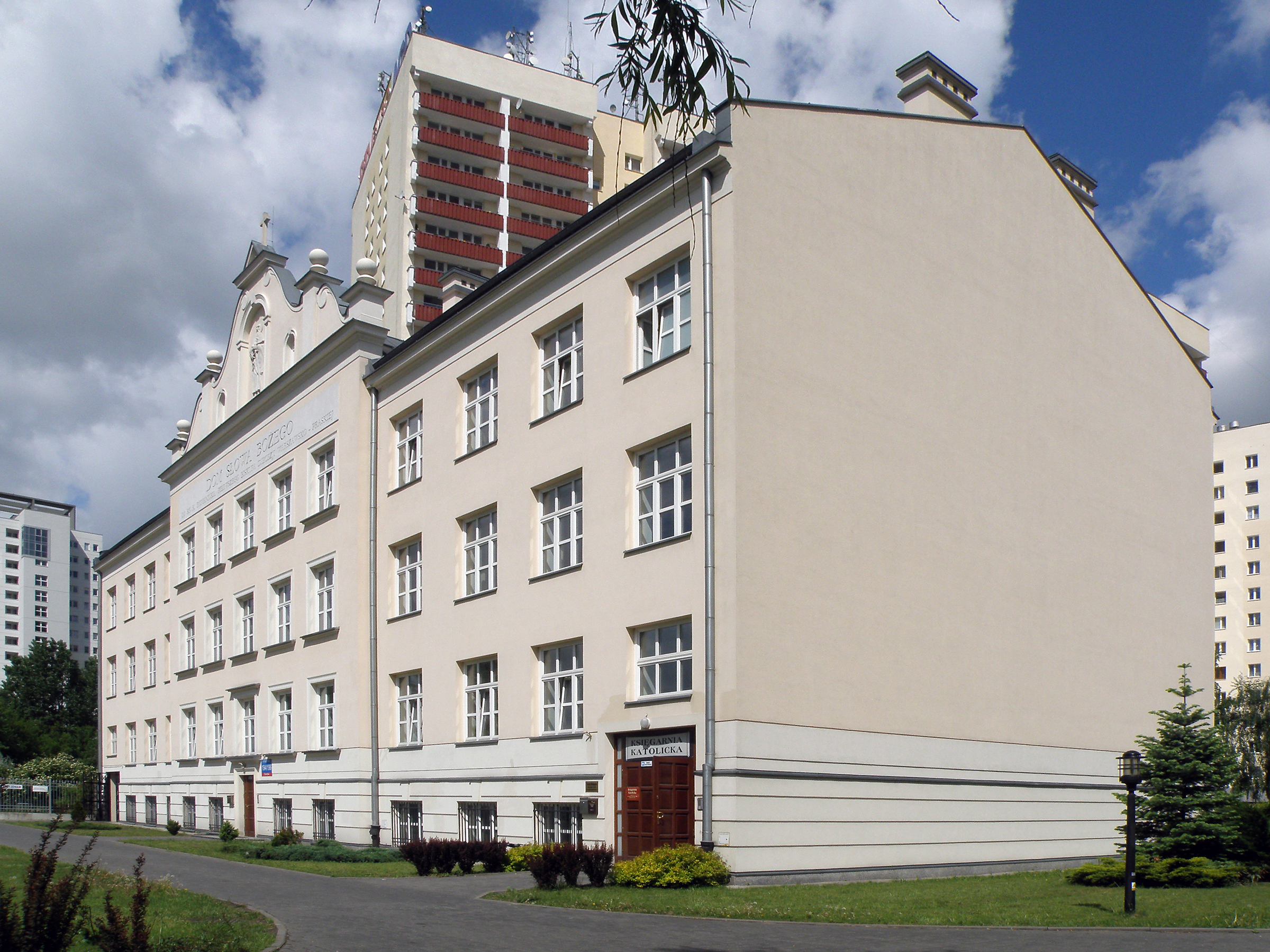
Gmach zakładu wychowawczego braci Albertynów, ul. Grochowska 194/196

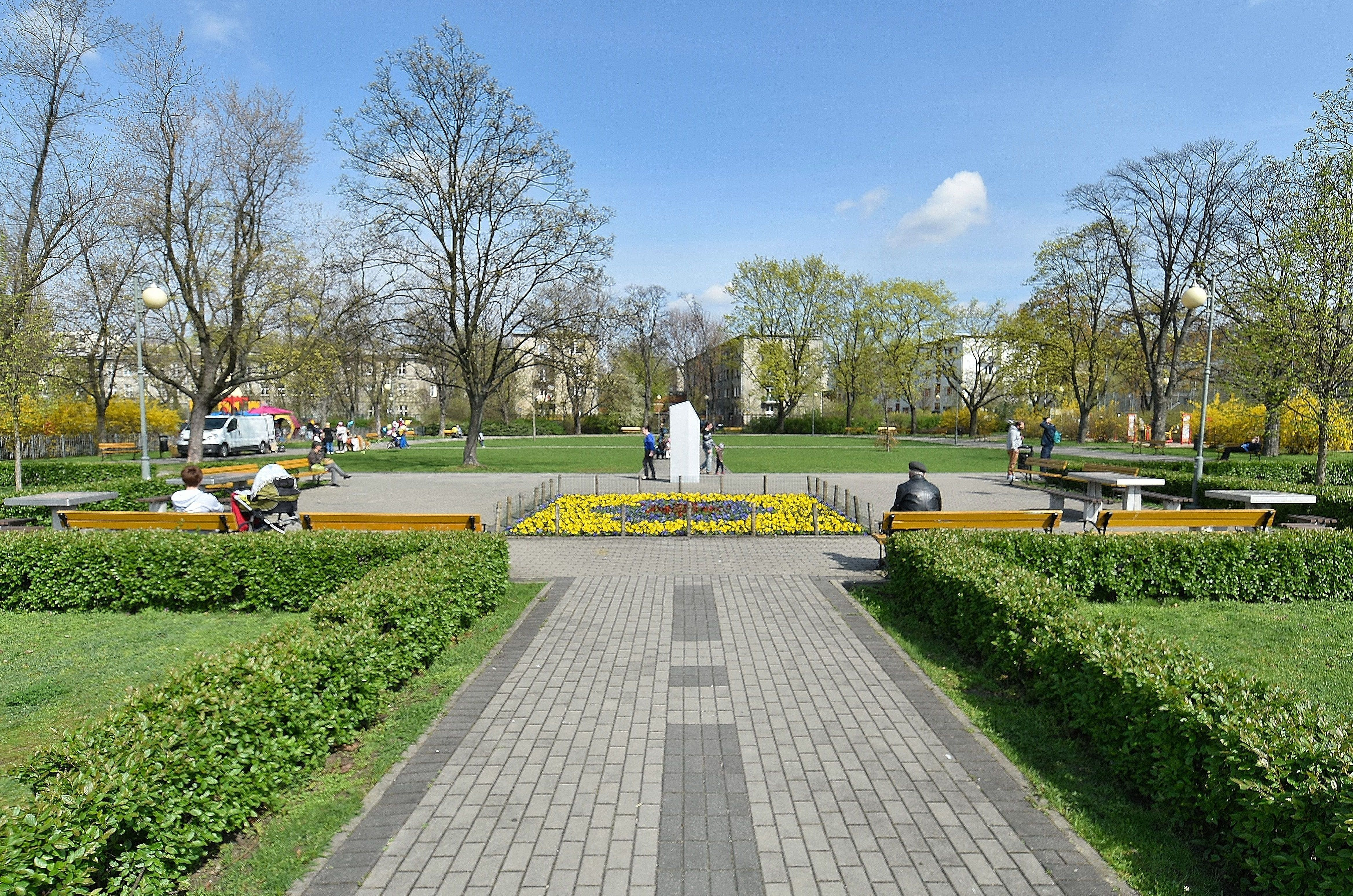
Park Obwodu Praga Armii Krajowej

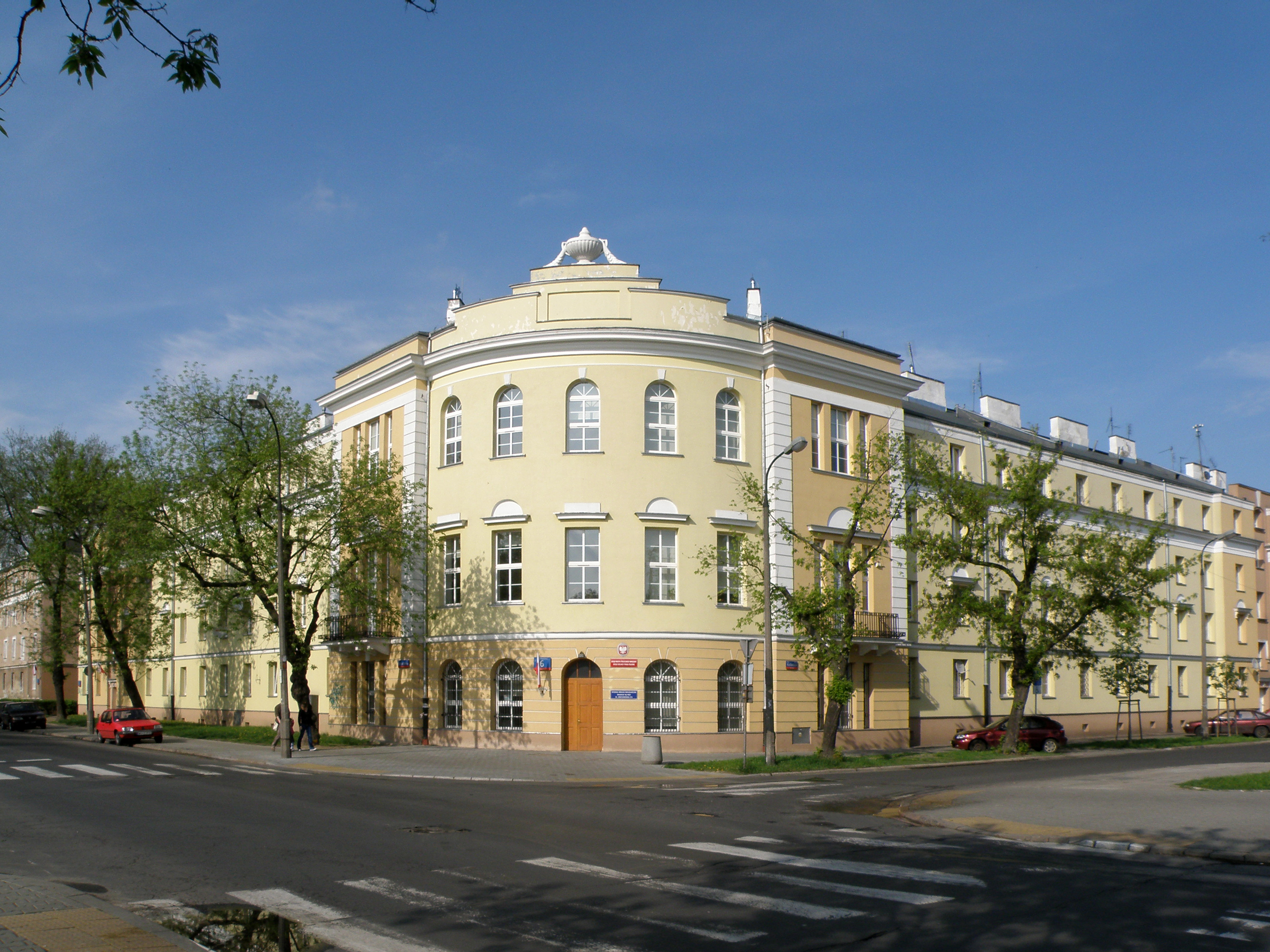
Skrzyżowanie ulic Podskarbińskiej i Kobielskiej

Grochów – osiedle i obszar Miejskiego Systemu Informacji w dzielnicy Praga-Południe w Warszawie.

## Historia
Należał do tzw. dóbr skaryszewskich nadanych w 1347 przez książąt mazowieckich kapitule płockiej. Jako Grochowo wymieniony w 1570 wraz z wsiami Kawęczyno (Kawęczyn), Kamion (Kamionek) i Gocław, należącymi do tejże kapituły i leżącymi w archidiakonacie pułtuskim. Wieś duchowna Grochowo w 1580 znajdowała się w powiecie warszawskim ziemi warszawskiej województwa mazowieckiego.
Grochów wraz z okolicznymi miejscowościami ucierpiał podczas potopu szwedzkiego. Król Stanisław August Poniatowski postanowił uporządkować tereny na prawym brzegu Wisły i zaproponował kapitule płockiej zamianę dóbr skaryszewskich na inne. Została ona zatwierdzona przez sejm w 1766.
W 1780 Stanisław August Poniatowski wszedł w formalne posiadanie dóbr i odstąpił je swemu bratankowi, podskarbiemu wielkiemu litewskiemu księciu Stanisławowi Poniatowskiemu, który jeszcze w tym roku założył kolonię Grochów, podzielił ją na osiem części i nadał różnym osobom. Na części te Grochów był podzielony jeszcze na początku XX w., co widać i dziś w księgach hipotecznych, przy podawaniu poprzedniej nomenklatury:
Grochów I nadano przywilejem z dn. 30 grudnia 1784 r. kasztelanowi chełmińskiemu Janowi Dziewanowskiemu. W 1819 r. nabył go hr. Bruno Kiciński znany wydawca i tłumacz. Później przechodzi na własność Karola Osterloffa.
Grochów II nadano przywilejem z dn. 6 stycznia 1790 r. Janowi Millerowi administratorowi dóbr ks. Stanisława Poniatowskiego. W 1880 r. należał do Władysława Hermana.
Grochów III nadano przywilejem z dn. 12 stycznia 1785 r. księdzu Wichertowi kustoszowi inflanckiemu. W 1880 r. należał wraz z poprzednią częścią dóbr do Władysława Hermana, zaś pałacyk wraz z ogrodem przeszedł w posiadanie Mathiasa Bersohna. W okresie międzywojennym dwór należał do Karola Myślińskiego.
Grochów IV nadano przywilejem z dn. 20 września 1784 r. kapitanowi Boguckiemu z korpusu pontonierów. W 1800 r. w posiadaniu Bertholdiego.
Grochów V nosił nazwę Zapowiednia i stanowił część dóbr Kawęczyn. Nadano go przywilejem z dn. 7 stycznia 1784 r. Franciszkowi Samsonowiczowi obywatelowi miasta Pragi. W 1840 r. w posiadaniu Jana Emanuela Brühla.
Grochów VI nadano przywilejem z dn. 23 kwietnia 1784 r. Piotrowi Sumińskiemu kasztelanowi brzeskokujawskiemu. W r. 1880 wraz z częścią V w rękach Brühlów. Grunta te podzielono na cząstki, które następnie przekazano w dzierżawę m.in. Janowi Hochowi i Stenzlowi (Stenclowi). Powstały tu mydlarnie i inne fabryki. W 1880 r. powstała tu fabryka zapałek Teofila Bieńkowskiego.
Grochów VII (późniejszy Witolin) nadano przywilejem z dn. 1 lipca 1789 Feliksowi Szamborskiemu. W 1880 r. w posiadaniu Łempickiego.
Grochów VIII nadano przywilejem z dn. 1 lipca 1789 Grzegorzowi Szamborskiemu. W 1880 r. w posiadaniu Baliszewskiego. Na gruntach tej osady znajdował się lasek, pamiętający bitwę stoczoną na gruntach Grochowa w czasie powstania listopadowego w 1831 r., którego relikty zachowały się pomiędzy ulicą Dobrowoja i aleją Waszyngtona.
Posiadacze oddzielnych części Grochowa uzyskali je na własność zupełną na mocy carskiego dekretu z dn. 24 czerwca 1870.
W latach 1822–1823 po wybudowaniu szosy brzeskiej w rejonie dzisiejszej ulicy Grochowskiej zaczęli osiedlać się tkacze i przędzalnicy korzystający z surowca (len, konopie siewne, wełna) sprowadzanego ze wschodnich obszarów Królestwa Polskiego i zachodnich prowincji Imperium Rosyjskiego, a miejscowe produkty szybko zyskały dobre opinie.
W 1831 pod ówczesną wsią 25 lutego miała miejsce największa podczas powstania listopadowego bitwa o Olszynkę Grochowską, w której uczestniczyły wojska polskie dowodzone przez Józefa Chłopickiego oraz wojska rosyjskie pod dowództwem Iwana Dybicza. Toczyły się tu ciężkie walki na przedpolach Warszawy o opanowanie traktu brzeskiego. W tej bitwie odznaczył się 4 pułk piechoty – tzw. „Czwartacy”. Mimo wysiłku Rosjanie nie zdobyli warszawskiej Pragi.
Od początku XIX wieku do lat 60. XX wieku na Grochowie działał targ koni i bydła, w miejscu, gdzie pod koniec XIX wieku wzniesiono gmach Instytutu Weterynaryjnego, a po likwidacji targowiska założono park. W XIX wieku Grochów i okolica słynne były z piwa typu monachijskiego i portera z browaru wybudowanego w latach 50. przez Szweda Karola Osterloffa, który na części gruntów Gocławka i Grochowa rozwinął też produkcję win, wódek, likierów i octu. W XIX wieku dobrą opinią cieszyły się też wyrabiane na Grochowie świece z fabryk Hocha, Stencla i Maetzego, zapałki Bieńkowskiego, skóry z garbarni braci Jeromimów.
8 kwietnia 1916 generał-gubernator Hans Hartwig von Beseler wydał rozporządzenie włączające do Warszawy (od 1 kwietnia 1916) m.in. Grochów I i Grochów II, znajdujące się w tamtym czasie w gminie Wawer. Powstał okręg o tej nazwie obejmujący prawie cały teren obecnej dzielnicy Praga-Południe i nastąpił szybki przyrost jego mieszkańców: 1921 – ok. 6 000, 1930 – ok. 13 000, 1938 – ok. 43 200. Na terenie dawnych manufaktur powstawały nowoczesne na owe czasy fabryki. M.in. przy ul. Terespolskiej mieściły się Państwowe Zakłady Inżynieryjne produkujące samochody i inne pojazdy pod marką PZInż., a przy ul. Gocławskiej fabryka sprzętu elektroenergetycznego Kazimierza Szpotańskiego. Przed II wojną światową, dużą rolę na Grochowie odgrywało gospodarstwo ogrodnicze Witolda Zajdla, który pomagał nowo osiadłym mieszkańcom w rozpoczęciu życia na tych ziemiach. W czasie wojny pomagał ludziom z narażeniem własnego życia i życia własnej rodziny. Działał jako społecznik wspierając m.in. księdza Sztukę przy budowie Kościoła Najczystszego Serca Maryi. Inną znaną postacią Grochowa był Teodor Rajchert, którego piekarnia stoi do dziś przy ul. Wiatracznej – w czasie okupacji przechowywał dokumenty cechowe z królewskimi przywilejami z XVI-XVII wieku, a w latach 1942–1943 przekazywał duże ilości chleba bezpłatnie dla organizacji społecznych.
W okresie międzywojennym nazwa Grochów określano obwód starostwa praskiego o powierzchni zbliżonej do dzisiejszej Pragi-Południe, która to nazwa określała tylko obszar obejmujący część dzisiejszej Pragi-Północ (była wtedy mniejsza) do ulic Waszyngtona i Wiatracznej.
Zabudowa Grochowa ucierpiała w czasie obrony Warszawy we wrześniu 1939.
Znaczna rozbudowa Grochowa nastąpiła w 1951, kiedy zaczął się rozbudowywać przemysł. W 1950 przy ul. Mińskiej uruchomiono największą w Polsce drukarnię im. Rewolucji Październikowej – w miejscu Fabryki Samochodów Osobowych i Półciężarowych P.Z. Inż. Na Grochowie powstały też Polskie Zakłady Optyczne, a przy ul. Terespolskiej w 1949 – na tyłach Instytutu Weterynaryjnego SGGW w Warszawie powstały zakłady odzieżowe „Cora”. W miejscu zakładów amunicyjnych „Pocisk” uruchomiono po II wojnie światowej samochodowe warsztaty remontowe, przekształcone w 1951 w Warszawską Fabrykę Motocykli, przeniesionych później do WSK Świdnik. Okres wojny przetrwała Warszawska Fabryka Sprzętu Spawalniczego „Perun”, istniejąca do dziś.
W 1977 przy rondzie Wiatraczna wzniesiono nowoczesny wtedy budynek handlowo-usługowy Uniwersam Grochów, który skupiał pod jednym dachem różne sklepy i placówki usługowe. Budynek został zburzony w 2016.

## Zabytki
- Pomnik Budowy Szosy Brzeskiej
- Kościół Najczystszego Serca Maryi
- Dawny Instytut Weterynaryjny SGGW przy ul. Grochowskiej 272
- Gmach zakładu wychowawczego braci Albertynów
- Kolonia Praussa

## Komunikacja
Grochów posiada dwie pętle tramwajowe: Wiatraczna i Gocławek (ta druga wbrew nazwie leży w obrębie historycznego Grochowa Małego, a nie Gocławka) i cztery autobusowe (Wiatraczna, PKP Olszynka Grochowska, Witolin i Podskarbińska). Kursuje tu kilkadziesiąt linii autobusowych i kilka tramwajowych, planowane jest też metro.
Planowana jest obwodnica na trasie rondo Wiatraczna, ulica Wiatraczna, Emilianów (tu nowy przystanek kolejowy na linii otwockiej Warszawa Wiatraczna), Targówek Fabryczny, rondo Żaba.
Przez Grochów przebiegają takie arterie jak ul. Ostrobramska, al. Stanów Zjednoczonych, ul. Grochowska i al. Waszyngtona. Sercem komunikacyjnym Grochowa jest rondo Wiatraczna, na którym jest wyżej wymieniona pętla tramwajowa i autobusowa oraz skrzyżowanie trzech arterii.

## Zdrowie i edukacja
Na Grochowie istnieją dwa szpitale: MON (Wojskowy Instytut Medyczny) i cywilny (Szpital Grochowski przy ul. Grenadierów), kilka szkół podstawowych, szkół średnich i jedna szkoła wyższa.

## W kulturze
- Osiedle jest miejscem akcji serialu animowanego Blok Ekipa.
- Osiedle zostało wspomniane w piosenkach, m.in. Warszawa (T.Love), Na zawsze i na wieczność (Wilki), czy Kolońska i szlugi (Sanah).